# Citrus Hills (Florida)
Citrus Hills es un lugar designado por el censo ubicado en el condado de Citrus en el estado estadounidense de Florida. En el Censo de 2010 tenía una población de 7470 habitantes y una densidad poblacional de 297,31 personas por km².

## Geografía
Citrus Hills se encuentra ubicado en las coordenadas 28°53′13″N 82°25′51″O / 28.88694, -82.43083. Según la Oficina del Censo de los Estados Unidos, Citrus Hills tiene una superficie total de 25.13 km², de la cual 25.11 km² corresponden a tierra firme y (0.04%) 0.01 km² es agua.

## Demografía
Según el censo de 2010, había 7470 personas residiendo en Citrus Hills. La densidad de población era de 297,31 hab./km². De los 7470 habitantes, Citrus Hills estaba compuesto por el 89.42% blancos, el 2.26% eran afroamericanos, el 0.08% eran amerindios, el 6.55% eran asiáticos, el 0% eran isleños del Pacífico, el 0.71% eran de otras razas y el 0.98% pertenecían a dos o más razas. Del total de la población el 5.3% eran hispanos o latinos de cualquier raza.